# Kopiec (Będkowice)
Kopiec (430 m) – wzniesienie w miejscowości Będkowice, w województwie małopolskim, w powiecie krakowskim, w gminie Wielka Wieś. Znajduje się na Wyżynie Olkuskiej będącej częścią Wyżyny Krakowsko-Częstochowskiej.
Kopiec wznosi się nad najwyższą częścią Wąwozu Będkowickiego. Jest w większości bezleśny, zajęty przez pola uprawne i zabudowania wsi Będkowice, częściowo porośnięty lasem.